# Бернвилер
Бернвилер (фр. Bernwiller) насеље је и општина у источној Француској у региону Алзас, у департману Горња Рајна која припада префектури Тан.
По подацима из 2011. године у општини је живело 644 становника, а густина насељености је износила 84,74 становника/km². Општина се простире на површини од 7,6 km². Налази се на средњој надморској висини од 283 метара (максималној 307 m, а минималној 277 m).

## Демографија
| 1962. | 1968. | 1975. | 1982. | 1990. | 1999. | 2011. |
| ----- | ----- | ----- | ----- | ----- | ----- | ----- |
| 348   | 372   | 391   | 397   | 447   | 599   | 644   |

График промене броја становника у току последњих година